# 국제특허분류
국제특허분류(International Patent Classification, IPC)는 100개 이상의 국가에서 특허의 내용을 통일된 방식으로 분류하기 위해 사용되는 계층적 특허 분류 시스템이다. 이것은 세계 지식 재산권 기구(WIPO)가 관리하는 여러 조약 중 하나인 스트라스부르 협정(1971)에 따라 만들어졌다. 이 분류는 해당 협정의 계약국 대표와 유럽 특허 기구와 같은 다른 조직의 참관인으로 구성된 전문가 위원회에 의해 정기적으로 업데이트된다.
대한민국의 특허청은 특허문헌의 분류, 검색을 용이하게 하도록 국내의 모든 출원건에 대하여 IPC를 부여하고 있다.

## 분류
모든 계약국(및 대부분의 다른 국가)의 특허 공개물에는 해당 발명이 관련되는 주제를 나타내는 하나 이상의 분류 기호가 할당되며, 내용에 대한 추가 세부 정보를 제공하기 위해 추가 분류 기호 및 색인 코드가 할당될 수도 있다.
각 분류 기호는 A01B 1/00("수공구"를 나타냄) 형식이다. 첫 글자는 A("인간의 필수품")부터 H("전기")까지의 문자로 구성된 "섹션"을 나타낸다. 두 자리 숫자와 결합하여 "클래스"를 나타낸다(클래스 A01은 "농업; 임업; 축산; 덫 사냥; 어업"을 나타냄). 마지막 글자는 "하위 클래스"를 구성한다(하위 클래스 A01B는 "농업 또는 임업에서의 토양 작업; 농업 기계 또는 도구의 부품, 세부 사항 또는 액세서리, 일반적으로"를 나타냄). 하위 클래스 뒤에는 1~3자리 "그룹" 번호, 빗금 및 "주 그룹" 또는 "하위 그룹"을 나타내는 두 자리 이상의 숫자가 이어진다. 특허 심사관은 분류 규칙에 따라 특허 출원 또는 기타 문서에 분류 기호를 할당하며, 일반적으로 내용에 적용 가능한 가장 상세한 수준으로 할당한다.
A: 인간의 필수품
B: 작업 수행, 운송
C: 화학, 야금
D: 직물, 종이
E: 고정 건축물
F: 기계 공학, 조명, 난방, 무기
G: 물리
H: 전기

## 역사
국제특허분류의 기원은 발명 특허 국제 분류에 관한 유럽 협정에 따라 만들어진 "국제 분류"이다. 국제 분류의 초판은 1968년 9월 1일에 발효되었다. 8개의 섹션, 103개의 클래스, 594개의 하위 클래스로 구성되었으며, IPC 8판은 8개의 섹션, 129개의 클래스, 639개의 하위 클래스, 7,314개의 주 그룹, 61,397개의 하위 그룹으로 구성되었다.
1967년, WIPO의 전신인 BIRPI와 유럽 평의회는 국제 분류를 "국제화"하는 것을 목표로 협상을 시작했다. 이들의 노력으로 1971년 스트라스부르 협정이 탄생했다.
IPC의 처음 7판 동안 분류는 약 5년마다 업데이트되었다. 2006년 1월 1일에 발효된 8판에서는 시스템이 개정되었고 분류는 "핵심" 및 "고급" 수준으로 나뉘었다. 핵심 수준은 3년마다 업데이트될 예정이었다. 고급 수준은 더 상세한 분류를 제공했으며 더 자주(아마도 3개월마다) 업데이트되었다.
국제특허분류 8판은 특허청이 구현하기 더 간단하지만 더 일반적인 핵심 분류를 사용하는 분류와 더 상세하지만 유지 관리가 더 복잡한 고급 분류 중에서 선택할 수 있도록 설계되었다.
핵심 및 고급 수준으로의 이 분할은 IPC2011.01의 2011년 버전에서 역전되었다. IPC는 지속적으로 개정되고 있으며, 매년 1월 1일에 새로운 판이 발효된다. 현재 버전은 IPC2021.01이다.

## 같이 보기
- 선진특허분류
- 유럽특허분류